# Dendrobium minutiflorum
Dendrobium minutiflorum är en orkidéart som beskrevs av Friedrich Fritz Wilhelm Ludwig Kraenzlin. Dendrobium minutiflorum ingår i släktet Dendrobium, och familjen orkidéer. IUCN kategoriserar arten globalt som starkt hotad.
Artens utbredningsområde är Nya Kaledonien. Inga underarter finns listade i Catalogue of Life.